# Šestanovac (Velika Kladuša)
Šestanovac falu Bosznia-Hercegovinában, a Bosznia-hercegovinai Föderáció Una-Szanai kantonjában. Közigazgatásilag Velika Kladušához tartozik.

## Fekvése
Bosznia-Hercegovina északnyugati részén, Bihácstól légvonalban 37, közúton 55 km-re északra, Velika Kladušától légvonalban 13, közúton 20 km-re kelet-délkeletre levő dombos, erdős vidéken fekszik.

## Népessége
| Nemzetiségi csoport | Népesség 1991 | Népesség 2013 |
| ------------------- | ------------- | ------------- |
| Szerb               | 0             | 0             |
| Bosnyák             | 315           | 315           |
| Horvát              | 0             | 4             |
| Jugoszláv           | 0             | 0             |
| Egyéb               | 2             | 22            |
| Összesen            | 317           | 341           |